# L'Affaire Dreyfus (film 1908)
L'Affaire Dreyfus è un cortometraggio del 1908 diretto da Lucien Nonguet e Ferdinand Zecca.

## Trama
Alfred Dreyfus scrive il documento e lo mette nella sua scrivania. Il facchino Esterhazy che lavora nell'ufficio di Dreyfus, scopre il documento e lo porta al Ministro della Guerra il barone von Schwarzkoppen il quale sospetta di Dreyfus. Schwarzkoppen gli fa firmare il suo nome per poi confrontare la calligrafia sul documento per poi accusarlo di tradimento. Schwarzkoppen a questo punto chiama gli agenti dei servizi segreti, facendo così arrestare Dreyfus. La moglie che crede senza ombra di dubbio nell'innocenza del marito va a trovarlo nella sua cella. Dreyfus, portato in tribunale e processato, viene condannato e punito con la degradazione nella pubblica piazza. Dreyfus viene poi portato in prigione sull'Isola del Diavolo. Nel frattempo i suoi amici lottano per la sua innocenza ed Esterhazy confessa di aver falsificato il documento, per poi suicidarsi. Dreyfus torna in Francia per poi essere reintegrato nell'esercito.

## Storia

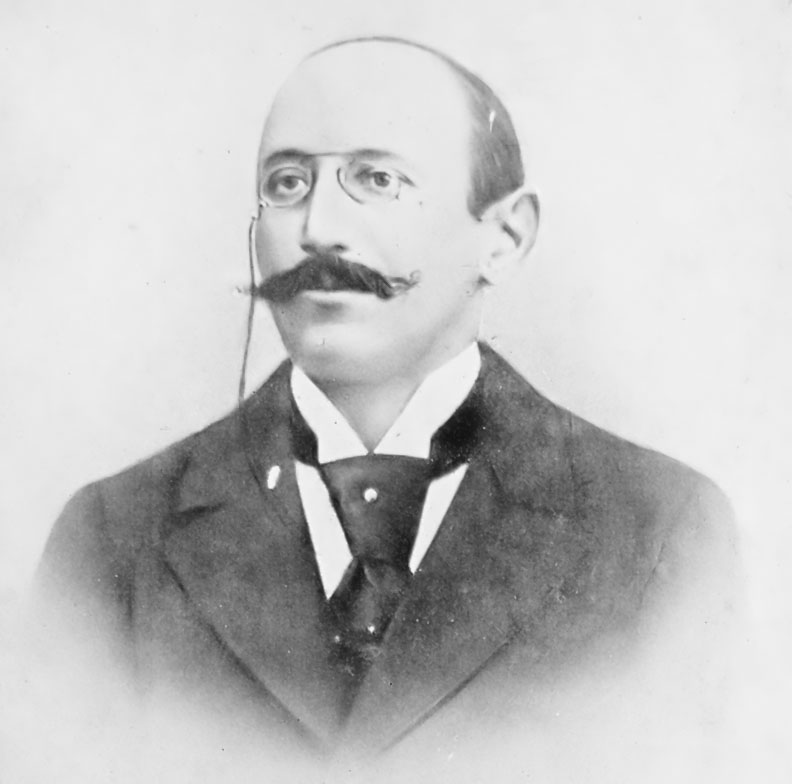
Foto di Alfred Dreyfus

Fatto realmente accaduto nel 1894: Alfred Dreyfus, un ufficiale dello stato maggiore, fu accusato di vendere segreti per una potenza straniera. Fu processato e giudicato colpevole di prove inconsistenti e condannato al carcere sull'isola del Diavolo al largo della costa della Guyana francese, dove rimase per otto anni, finché i suoi influenti amici, che presero sul serio la sua causa, provarono che si trattava di un complotto formato da altri ufficiali. Il vero responsabile era difatti il colonnello Ferdinand Walsin Esterhazy, che successivamente confessò di aver falsificato i documenti ma non si suicidò come nella pellicola, bensì andò in esilio in Inghilterra. Dreyfus fu infine perdonato dal presidente Émile Loubet e tornò al suo posto nell'esercito.

## Altri film sull'affare Dreyfus
- L'Affaire Dreyfus, regia di Georges Méliès (1899)
- L'Affaire Dreyfus, regia di Ferdinand Zecca (1902)
- Dreyfus, regia di Richard Oswald (1930)
- Dreyfus, regia di F.W. Kraemer e Milton Rosmer (1931)
- Emilio Zola (The Life of Emile Zola), regia di William Dieterle (1937)
- Émile Zola, regia di Jean Vidal (1954)
- L'affare Dreyfus (I Accuse!), regia di José Ferrer (1958)
- L'affaire Dreyfus, regia di Jean Vigne (1965)
- L'affare Dreyfus, regia di Leandro Castellani (1968)
- Dreyfus ou L'intolérable vérité, regia di Jean Chérasse (1975)
- Il giudice e l'assassino (Le juge et l'assassin), regia di Bertrand Tavernier (1976)
- Émile Zola ou La conscience humaine (TV Mini-Serie), regia di Stellio Lorenzi (1978)
- Prigionieri dell'onore (Prisoner of Honor), regia di Ken Russell (1991)
- Rage and Outrage: The Dreyfus Affair, regia di Raoul Sangla (1994)
- Le Sabre brisé, l'Affaire Dreyfus aujourd’hui, regia di Paule Zajdermann (1994)
- La raison d'état: Chronique de l'Affaire Dreyfus: 1894-1899, regia di Pierre Sorlin (1994)
- Les brûlures de l'histoire (Serie TV - documentario), regia di Robert Mugnerot (1995)
- L'affaire Dreyfus, regia di Yves Boisset (1995)
- A la lumière de "J'accuse", regia di Robert Bober (1998)
- Comme un juif en France, dans la joie ou la douleur, regia di Yves Jeuland (2007)